# شهرداری‌های قطر
کشور قطر از سال ۲۰۱۵ به ۸ شهرداری تقسیم شده است.
| # نقشه | شهرداری  | مساحت ک‌م۲ | جمعیت (۲۰۱۵) |
| ------ | -------- | --------- | ------------ |
| ۱      | الشمال   | ۸۵۹/۸     | ۸٬۷۹۴        |
| ۲      | الخور    | ۱۶۱۳/۳    | ۲۰۲٬۰۳۱      |
| ۳      | الشحانیه | ۳۳۰۹      | ۱۸۷٬۵۷۱      |
| ۴      | ام صلال  | ۳۱۸/۴     | ۹۰٬۸۳۵       |
| ۵      | الضعاین  | ۲۹۰/۲     | ۵۴٬۳۳۹       |
| ۶      | دوحه     | ۲۰۲/۷     | ۹۵۶٬۴۵۷      |
| ۷      | الریان   | ۲۴۵۰      | ۶۰۵٬۷۱۲      |
| ۸      | الوکره   | ۲٬۵۷۷/۷   | ۲۹۹٬۰۳۷      |
|        | مجموع    | ۱۱٬۶۲۱/۱  | ۲٬۴۰۴٬۷۷۶    |